# 岡田尚壮
岡田 尚壮（おかだ なおつよ、1934年（昭和9年）11月19日 - 2020年（令和2年）3月23日）は、日本の実業家・新聞記者。北國新聞社代表取締役元会長。金沢学院大学元理事長。参議院議員の岡田直樹の父。北都鉄工取締役相談役の小池田康成は弟。

## 経歴
石川県出身。1959年（昭和34年）中央大学法学部を卒業し、同年北國新聞社に入社。1984年（昭和59年）7月常務、1986年（昭和61年）3月専務、同年12月副社長を経て、1987年（昭和62年）2月に社長に就任。1991年（平成3年）1月会長に就任。

## 略歴
- 1959年（昭和34年） - 中央大学法学部を卒業し、北國新聞社に入社。
- 1965年（昭和40年）5月 - 同社秘書課長
- 1970年（昭和45年）4月 - 同社総務部長
- 1977年（昭和52年）5月 - 同社総務局長
- 1978年（昭和53年）7月 - 同社社長室長兼事業局長
- 1981年（昭和56年）3月 - 同社取締役営業局長
- 1984年（昭和59年）7月 - 同社常務
- 1986年（昭和61年）3月 - 同社専務
- 1986年（昭和61年）12月 - 同社副社長
- 1987年（昭和62年）2月 - 同社社長
- 1991年（平成3年）1月 - 同社会長

## 人物
趣味はゴルフ・ソフトテニス。

## 家族
- 妻・吉子（1940年（昭和15年）4月8日生）[4][5]
- 長男・直樹（1962年（昭和37年）6月9日生、東京大学法学部卒、参議院議員）[4][5]
- 次男・尚人（1966年（昭和41年）4月20日生、成城大学文芸学部卒）[4][5]